# ۸۱۵ (خورشیدی)
۸۱۵ هشتصد و پانزدهمین سال هجری خورشیدی است.